# Refuge faunique national de Roanoke River
Le refuge faunique national de Roanoke River (en anglais : Roanoke River National Wildlife Refuge) a été créé en 1989 pour protéger les zones humides boisées constituées de feuillus et de marais qui abritent une faune sauvage abondante le long du fleuve Roanoke.
Les terres du refuge se composent de forêts de feuillus divisées par des bas-fonds avec des cyprès et des Nyssa. Elles comprennent des zones humides boisées comprises dans les 130 miles inférieurs du fleuve Roanoke à partir de la Fall line à Weldon, en Caroline du Nord en amont de la baie d'Albemarle près de Plymouth.

## Description
Le refuge s'étend sur une partie d'un vaste écosystème de zone humide qui contient d'excellents exemples typiques de faune et de flore adaptée à la plaine d'inondation du fleuve. On y trouve particulièrement des oiseaux aquatiques migrateurs tropicaux, et des poissons migrateurs. Le refuge accueille 214 espèces d'oiseaux, dont 88 espèces résidentes d'élevage et la plus grande colonie de hérons à l'intérieur des terres de l'État et l'une des plus grandes populations de dindons sauvages naturelles de Caroline du Nord, ainsi qu'une population résiduelle d'ours noirs avec de nombreux petits gibiers et une grande diversité d'espèces de poissons, dont l'esturgeon à museau court en voie de disparition.

## Source
- (en) Cet article est partiellement ou en totalité issu de l’article de Wikipédia en anglais intitulé « Roanoke River National Wildlife Refuge » (voir la liste des auteurs).